# Sofia di Lussemburgo
Sofia di Lussemburgo (nome completo in tedesco Sophie Caroline Marie Wilhelmine; Colmar-Berg, 14 febbraio 1902 – Monaco di Baviera, 24 maggio 1941) è stata una principessa lussemburghese, per nozze principessa di Sassonia come membro della dinastia Wettin.

## Biografia
Sofia era la sesta figlia di Guglielmo IV, Granduca di Lussemburgo e di sua moglie Maria Anna, Infanta del Portogallo. Due sue sorelle regnarono come Granduchesse di Lussemburgo e duchessa di Nassau: Maria Adelaide e Carlotta.

## Matrimonio
Sofia sposò il principe Enrico Ernesto di Sassonia, figlio minore dell'ultimo re di Sassonia, Federico Augusto III e sua moglie Luisa, Arciduchessa d'Austria, Principessa di Toscana, il 12 aprile 1921 al Castello di Hohenburg.
Sofia e Ernesto Enrico ebbero tre figli:
- principe Alberto Federico Augusto Giovanni Gregorio Dedo di Sassonia (9 maggio 1922 a Monaco di Baviera - 6 dicembre 2009 a Dresda);
- principe Giorgio Timo Michele Nicola Maria di Sassonia (22 dicembre 1923 a Monaco di Baviera - 22 aprile 1982 a Emden);
- principe Rupprecht Umberto Gero Maria di Sassonia (12 settembre 1925 a Monaco di Baviera - 10 aprile 2003, a Picton, Ontario, Canada).

## Morte
Sofia morì il 24 maggio 1941 a all'età di 39 anni, a Monaco, di polmonite. Dopo la sua morte, Ernesto Enrico sposò in seconde nozze Virginia Dulon, il 28 giugno 1947 a Parigi.

## Titoli e trattamento
- 14 febbraio 1902 - 12 aprile 1921: Sua Altezza Granducale, la principessa Sofia di Lussemburgo, principessa di Nassau
- 12 aprile 1921 - 24 maggio 1941: Sua Altezza Reale, la principessa Sofia di Sassonia, duchessa di Sassonia, principessa di Lussemburgo, principessa di Nassau

## Ascendenza
|                                             |                            |                                                                  | Genitori                                           |  |  | Nonni |  |  | Bisnonni                  |  |  | Trisnonni                                       |  |
|                                             |                            |                                                                  |                                                    |  |  |       |  |  | Guglielmo, Duca di Nassau |  |  | Federico Guglielmo, Principe di Nassau-Weilburg |  |
|                                             |                            |                                                                  |                                                    |  |  |       |  |  | Guglielmo, Duca di Nassau |  |  | Federico Guglielmo, Principe di Nassau-Weilburg |  |
|                                             |                            | Burgravia Luisa Isabella di Kirchberg                            |                                                    |  |  |       |  |  | Guglielmo, Duca di Nassau |  |  |                                                 |  |
| Adolfo, Granduca di Lussemburgo             |                            |                                                                  |                                                    |  |  |       |  |  | Guglielmo, Duca di Nassau |  |  |                                                 |  |
|                                             |                            | Principessa Luisa di Sassonia-Hildburghausen                     | Federico, Duca di Sassonia-Altenburg               |  |  |       |  |  |                           |  |  |                                                 |  |
|                                             |                            | Principessa Luisa di Sassonia-Hildburghausen                     | Federico, Duca di Sassonia-Altenburg               |  |  |       |  |  |                           |  |  |                                                 |  |
|                                             |                            | Principessa Luisa di Sassonia-Hildburghausen                     | Duchessa Carlotta Georgina di Meclemburgo-Strelitz |  |  |       |  |  |                           |  |  |                                                 |  |
| Guglielmo IV, Granduca di Lussemburgo       |                            | Principessa Luisa di Sassonia-Hildburghausen                     |                                                    |  |  |       |  |  |                           |  |  |                                                 |  |
|                                             |                            | Principe Federico Augusto di Anhalt-Dessau                       | Federico, Principe Ereditario di Anhalt-Dessau     |  |  |       |  |  |                           |  |  |                                                 |  |
|                                             |                            | Principe Federico Augusto di Anhalt-Dessau                       | Federico, Principe Ereditario di Anhalt-Dessau     |  |  |       |  |  |                           |  |  |                                                 |  |
|                                             |                            | Principe Federico Augusto di Anhalt-Dessau                       | Langravia Amalia d'Assia-Homburg                   |  |  |       |  |  |                           |  |  |                                                 |  |
| Principessa Adelaide Maria di Anhalt-Dessau |                            | Principe Federico Augusto di Anhalt-Dessau                       |                                                    |  |  |       |  |  |                           |  |  |                                                 |  |
|                                             |                            | Langravia Maria Luisa Carlotta d'Assia-Kassel                    | Langravio Guglielmo d'Assia-Kassel                 |  |  |       |  |  |                           |  |  |                                                 |  |
|                                             |                            | Langravia Maria Luisa Carlotta d'Assia-Kassel                    | Langravio Guglielmo d'Assia-Kassel                 |  |  |       |  |  |                           |  |  |                                                 |  |
|                                             |                            | Langravia Maria Luisa Carlotta d'Assia-Kassel                    | Principessa Luisa Carlotta di Danimarca            |  |  |       |  |  |                           |  |  |                                                 |  |
| Principessa Sofia di Lussemburgo            |                            | Langravia Maria Luisa Carlotta d'Assia-Kassel                    |                                                    |  |  |       |  |  |                           |  |  |                                                 |  |
|                                             | Giovanni VI del Portogallo | Pietro III del Portogallo                                        |                                                    |  |  |       |  |  |                           |  |  |                                                 |  |
|                                             | Giovanni VI del Portogallo | Pietro III del Portogallo                                        |                                                    |  |  |       |  |  |                           |  |  |                                                 |  |
|                                             | Giovanni VI del Portogallo | Maria I del Portogallo                                           |                                                    |  |  |       |  |  |                           |  |  |                                                 |  |
| Michele I del Portogallo                    | Giovanni VI del Portogallo |                                                                  |                                                    |  |  |       |  |  |                           |  |  |                                                 |  |
|                                             |                            | Carlotta Gioacchina di Spagna                                    | Carlo IV di Spagna                                 |  |  |       |  |  |                           |  |  |                                                 |  |
|                                             |                            | Carlotta Gioacchina di Spagna                                    | Carlo IV di Spagna                                 |  |  |       |  |  |                           |  |  |                                                 |  |
|                                             |                            | Carlotta Gioacchina di Spagna                                    | Maria Luisa di Parma                               |  |  |       |  |  |                           |  |  |                                                 |  |
| Infanta Maria Anna di Portogallo            |                            | Carlotta Gioacchina di Spagna                                    |                                                    |  |  |       |  |  |                           |  |  |                                                 |  |
|                                             |                            | Costantino, Principe Ereditario di Löwenstein-Wertheim-Rosenberg | Carlo Tommaso di Löwenstein-Wertheim-Rosenberg     |  |  |       |  |  |                           |  |  |                                                 |  |
|                                             |                            | Costantino, Principe Ereditario di Löwenstein-Wertheim-Rosenberg | Carlo Tommaso di Löwenstein-Wertheim-Rosenberg     |  |  |       |  |  |                           |  |  |                                                 |  |
|                                             |                            | Costantino, Principe Ereditario di Löwenstein-Wertheim-Rosenberg | Sofia di Windisch-Grätz                            |  |  |       |  |  |                           |  |  |                                                 |  |
| Adelaide di Löwenstein-Wertheim-Rosenberg   |                            | Costantino, Principe Ereditario di Löwenstein-Wertheim-Rosenberg |                                                    |  |  |       |  |  |                           |  |  |                                                 |  |
|                                             |                            | Agnese di Hohenlohe-Langenburg                                   | Carlo Ludovico I di Hohenlohe-Langenburg           |  |  |       |  |  |                           |  |  |                                                 |  |
|                                             |                            | Agnese di Hohenlohe-Langenburg                                   | Carlo Ludovico I di Hohenlohe-Langenburg           |  |  |       |  |  |                           |  |  |                                                 |  |
|                                             |                            | Agnese di Hohenlohe-Langenburg                                   | Amalia Enrichetta di Solms-Baruth                  |  |  |       |  |  |                           |  |  |                                                 |  |
|                                             |                            | Agnese di Hohenlohe-Langenburg                                   |                                                    |  |  |       |  |  |                           |  |  |                                                 |  |